# Lista skał na Marsie
Lista obiektów kamiennych na marsie – artykuł prezentuje chronologicznie nazwy obiektów kamiennych odnalezionych za pośrednictwem bezzałogowych misji kosmicznych prowadzonych na powierzchni Marsa przez łaziki.

## 1976 – Program Viking
♂ 22,48°N 49,97°W/22,480000 -49,970000 oraz ♂ 47,97°N 225,74°W/47,970000 -225,740000
seria dwóch amerykańskich próbników kosmicznych Viking 1 i Viking 2, przeznaczonych do badań Marsa. Najważniejszym zadaniem programu misji Vikingów były próby wykrycia życia na Czerwonej Planecie lub przynajmniej jego śladów czy pozostałości. Kierownikiem zespołu opracowującego aparaturę do badań biologicznych był Wolf Vishniac, konstruktor pułapki Wolfa. Eksperymenty biologiczne były dostosowane do prymitywnych postaci życia.
- Big Joe
- Bonneville
- Delta
- Midas Muffler
- Mr. Badger|col2=* Mr. Moley
- Mr. Rat
- Mr. Toad
- Patch

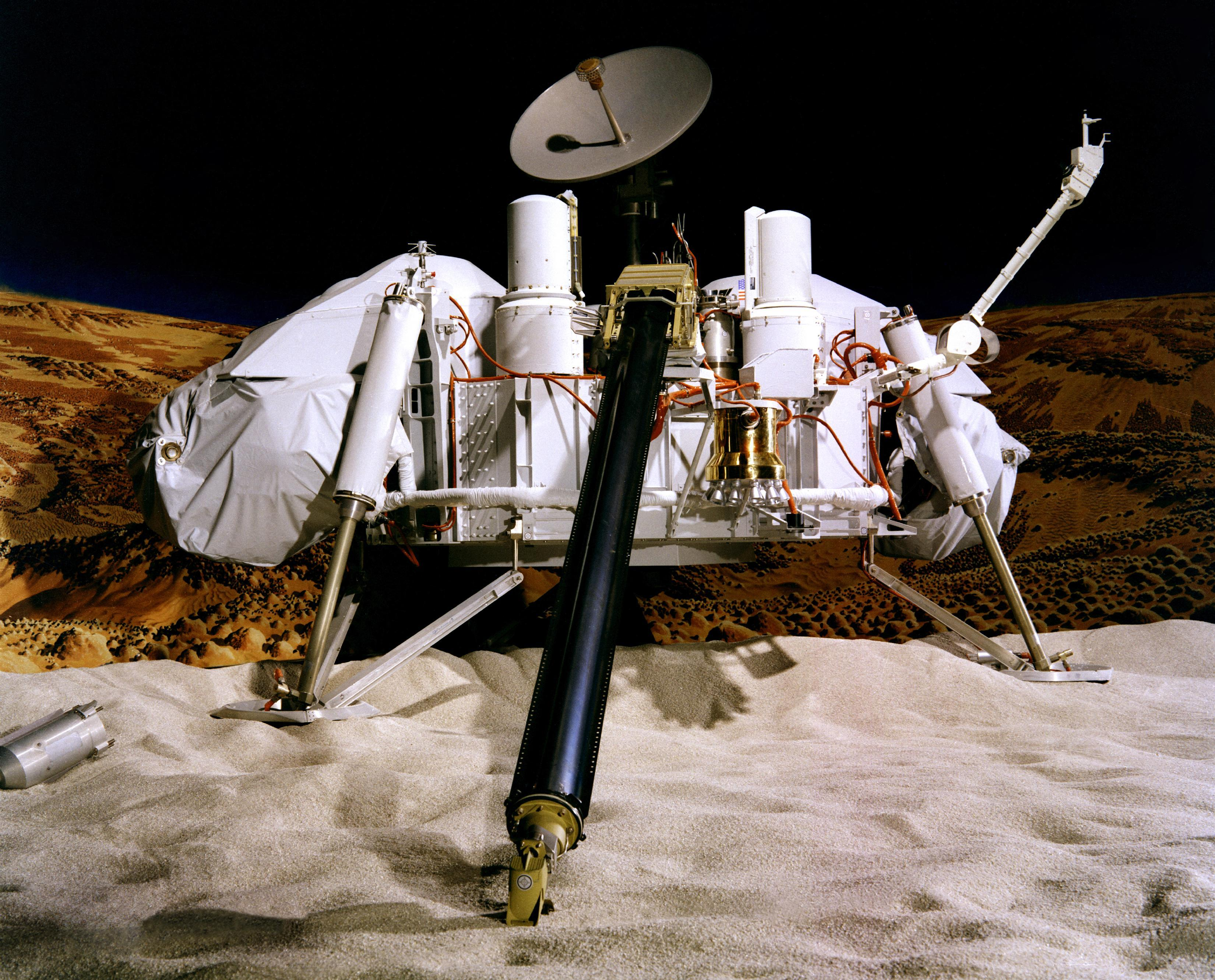
Model lądownika Viking
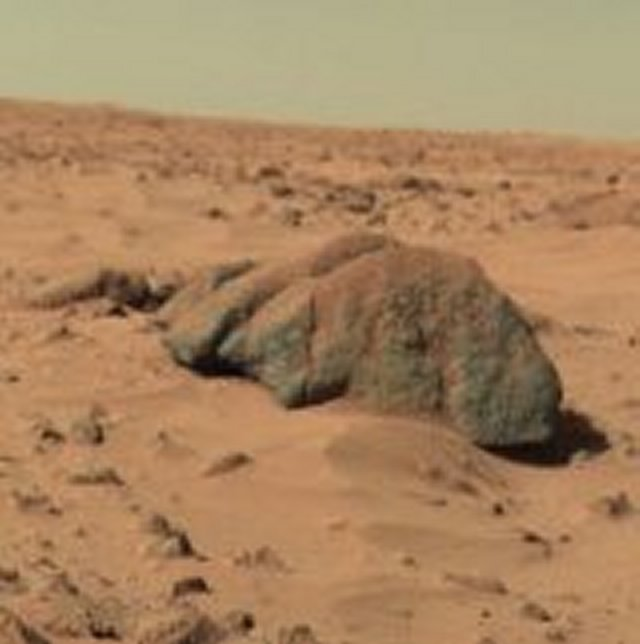
Big Joe
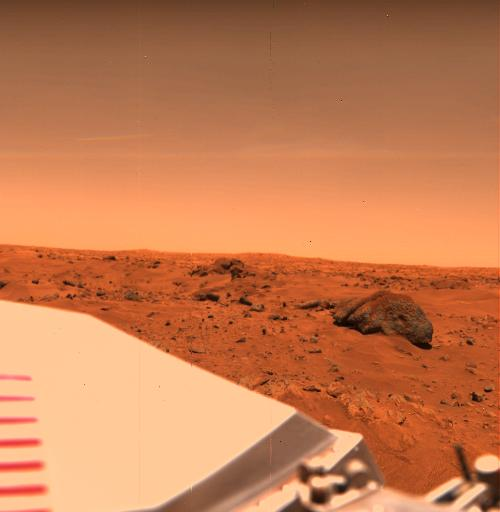
Big Joe

## 1997 – Misja Mars Pathfinder
sonda kosmiczna NASA przeznaczona do badań Marsa. Sonda składała się z trzech części: modułu przelotowego, lądownika i łazika – sześciokołowego pojazdu o nazwie Sojourner. Był to trzeci amerykański lądownik marsjański, łazik natomiast był pierwszym w historii pojazdem sterowanym z Ziemi poruszającym się po powierzchni innej planety. Przejechał łącznie ok. 100 m. Pathfinder przesłał 16 500 zdjęć z lądownika i 550 zdjęć z łazika. Dokonał także 15 analiz chemicznych skał i zebrał wiele informacji o czynnikach pogodowych panujących na Marsie.
- Anthill
- Auto
- Baby Otter
- Bama
- Bambam

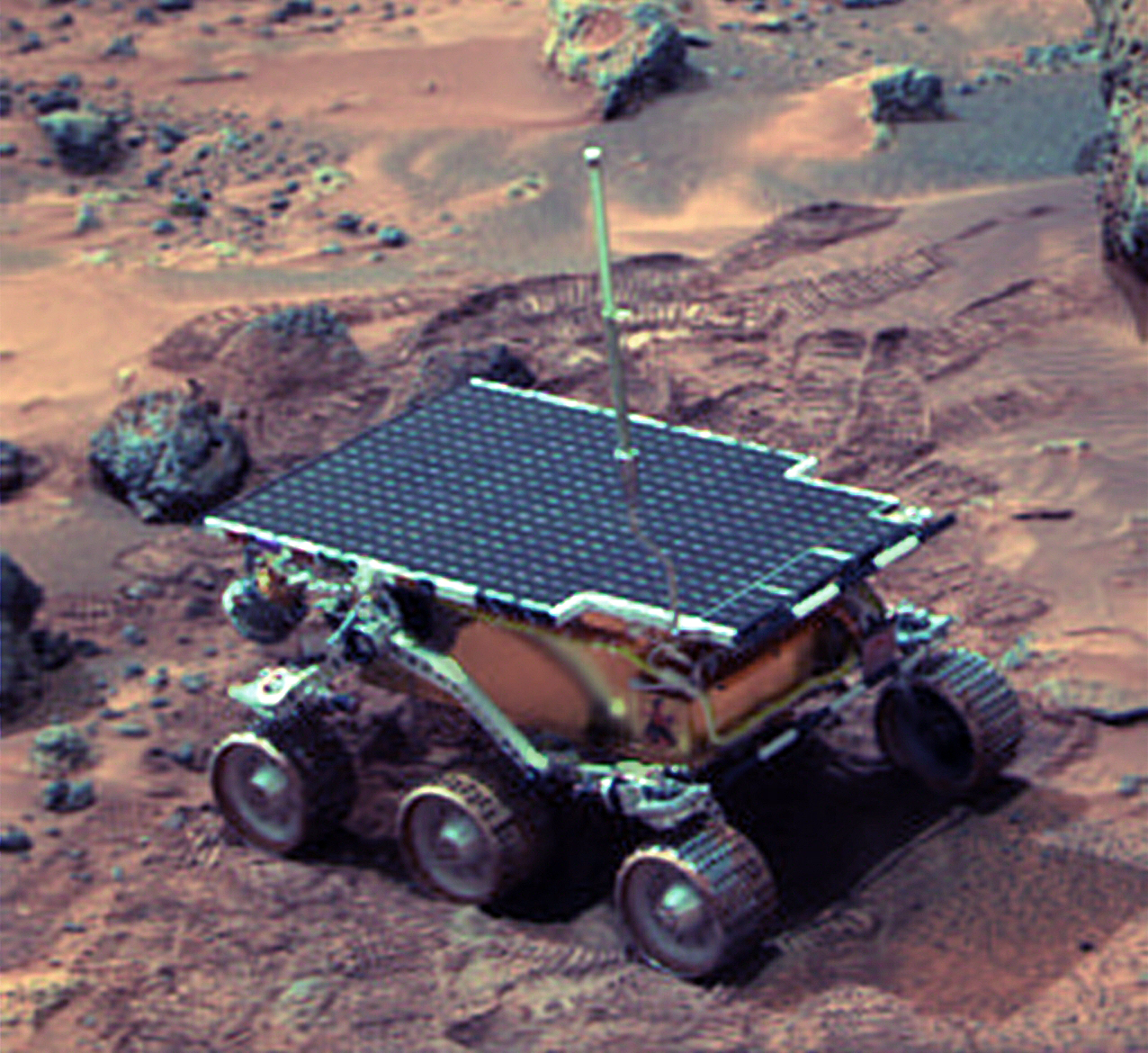
Łazik
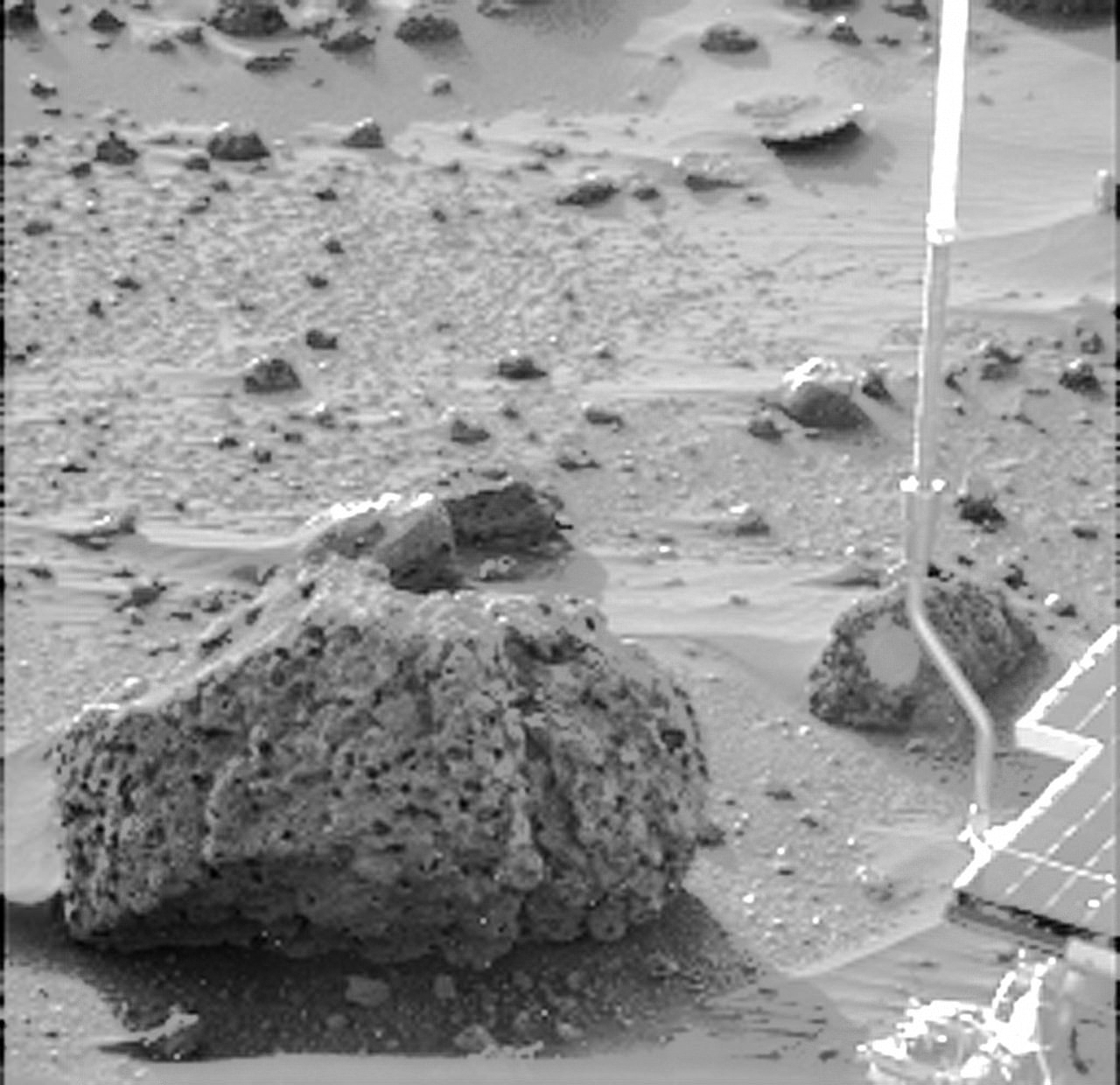
Barnacle Bill
- Barsoom
- Basket
- Bebob
- Blackhawk
- Book Shelf
- Booboo
- Bosco
- Boyle
- Brak
- Brick
- Broken Wall
- Bug
- Bullwinkle
- Bunky
- Cabbage Patch
- Calvin
- Cardiac Hill
- Casper
- Chimp
- Clumk
- Contour
- Couch
- Cradle
- Darth Vader
- Desert Princess
- Dilbert
- Dilbert’s Boss
- Dogbert
- Dragon
- Duck
- Elvis
- Ender
- Flat Top
- Flipper
- Flute Top
- Frog
- Froggy
- Garfield
- Garibaldi
- Garrak
- Geordi
- Ginger
- Goldilocks
- Goose
- Gosling
- Grandma
- Grizzly
- Grommit
- Gumby
- Half Dome
- Hamster
- Hardstop
- Hassock
- Hedgehog
- Hero
- Hippo
- Hobbs
- Homer
- Hoppy
- Iggie
- Iguana
- Indiana Jones
- Jailhouse
- Janeway
- Jazzy
- Jedi
- Jimmy Cricket
- Kitten
- Lamb
- Landon
- Little Flat Top
- Longhorn
- Lookout
- Lozenge
- Lumpy
- Lunchbox
- Mafalda
- Marvin the Martian
- Matterhorn
- Mesa
- Mini
- Mint Julep
- Moe
- Mohawk
- Mouse
- Mr. Mole
- Nibbles
- Nigel
- Obelisk
- Otter
- Pancake
- Paz
- Penguin
- Picnic
- Piglet
- Pinky
- Pinocchio
- Piper
- Platypus
- Pokey
- Poohbear
- Poptart
- Potato
- Pumpkin
- Pyramid
- Pyramid Point
- Ratbert
- Ren
- Rocky
- Rolling Stone
- Rye Bread
- Sandworm
- Sardine
- Sassafras
- Scooby Doo
- Scout
- Seawolf
- Shaggy
- Shark
- Simba
- Sisyphus
- Smidgen
- Snoopy
- Snowy
- Snukums
- Souffle
- Squash
- Squeeze
- Space Ghost
- Spock
- Spud
- Stack
- Stimpy
- Stripe
- Stump
- Sulu
- T. Rex
- The Dice
- Tick
- Tigger
- Titus
- Torres
- Troll
- Trooper
- Turtle
- Tweak
- Valentine
- Warthog
- Wedge
- Woodie
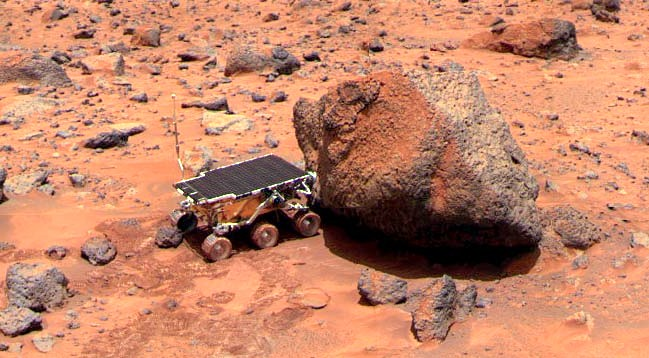
Yogi
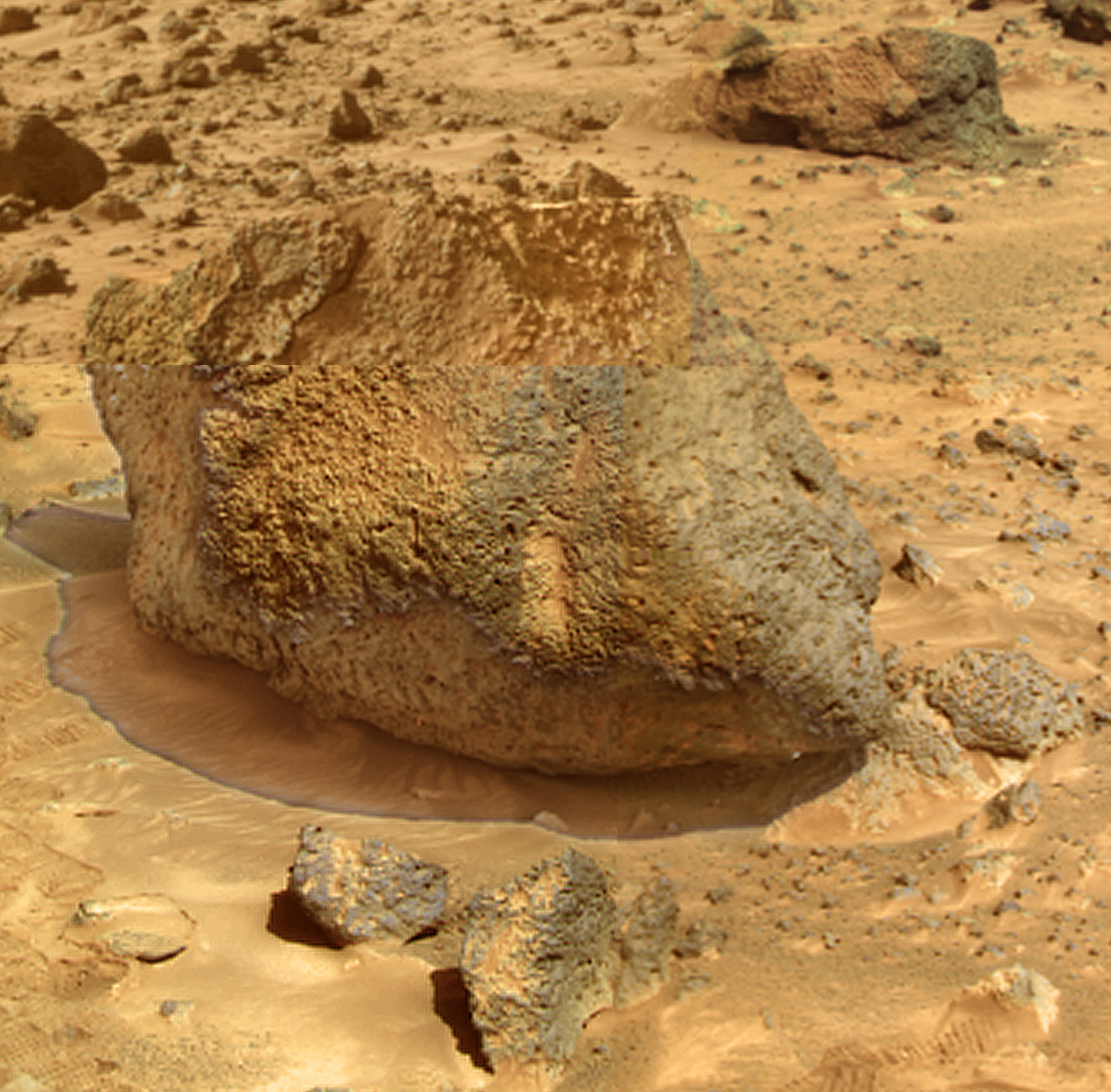
Yogi

- Zaphod
- Zorak
- Zucchini

- Łazik
- Barnacle Bill
- Yogi
- Yogi

## 2004 – MarsSpirit
Koordynaty lądowania: ♂ 14,568400°S 184,527364°W/-14,568400 -184,527364
bezzałogowa misja na Marsa, której celem było przeprowadzenie badań geologicznych tej planety. Misja była realizowana przez laboratorium Jet Propulsion Laboratory będące częścią amerykańskiej agencji kosmicznej NASA. Równocześnie z misją Spirit, przeprowadzana jest bliźniacza misja Opportunity, znana pod oficjalną nazwą Mars Exploration Rover-B, w skrócie MER-B.

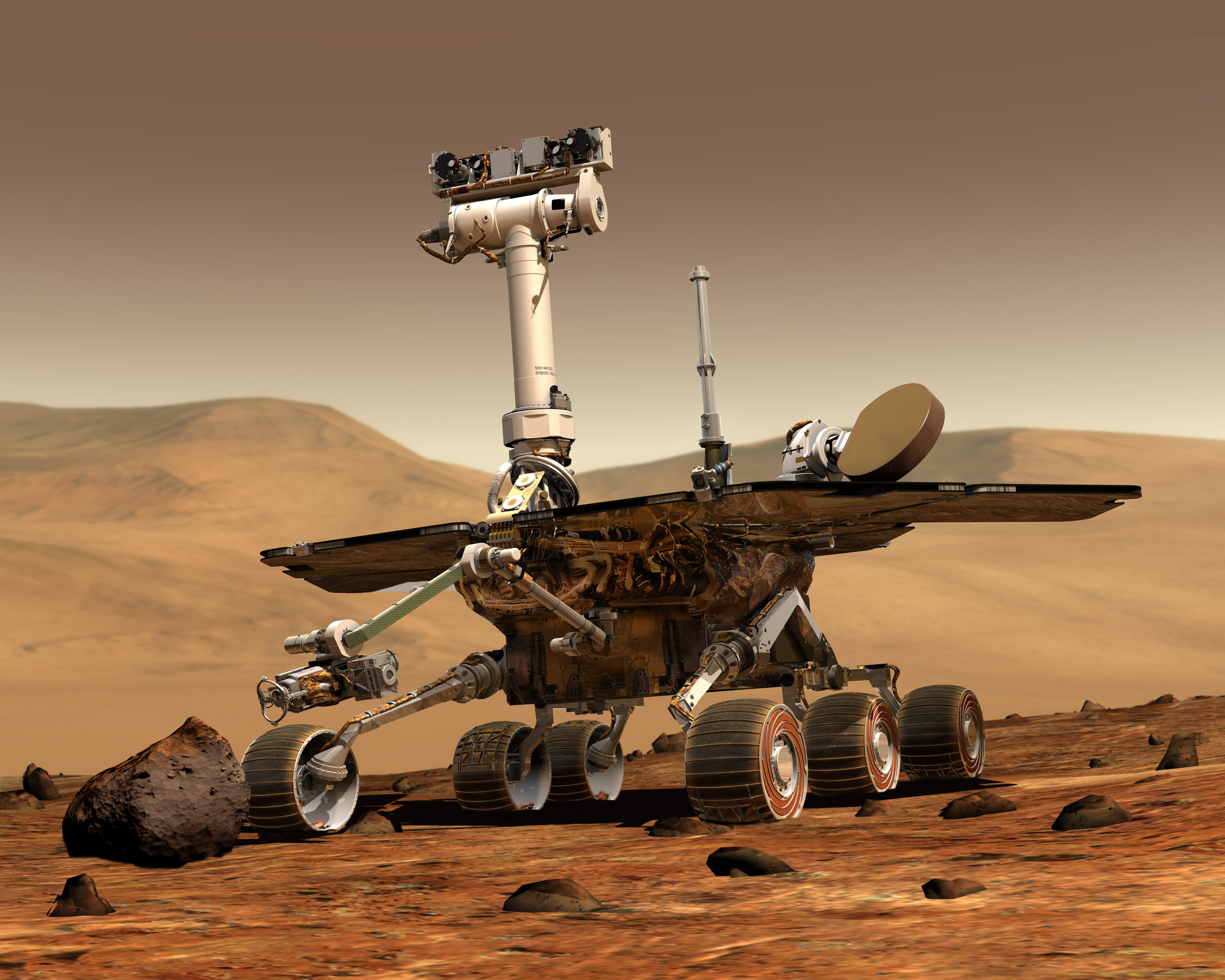
Aboa
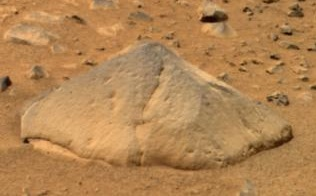
Adirondack
- Allan Hills
- Arctowski
- Belgrand
- Bread-Basket
- Casey Station
- Castilla
- ChanCheng
- Cheyenne
- Clovi
- Coba
- Cobra Hoods
- Concordia
- Davis
- Druzhnaya
- Ebenezer
- El Dorado
- Esperanza
- Faget
- Ferraz
- Garruchaga
- Gueslega
- Halley
- Home Plate
- Humphrey
- Juan Carlos
- Jubany
- King George Island
- Kohnen
- Korolev
- Macquarie
- Magic Carpet
- Marambio
- Mazatzal
- Melchior
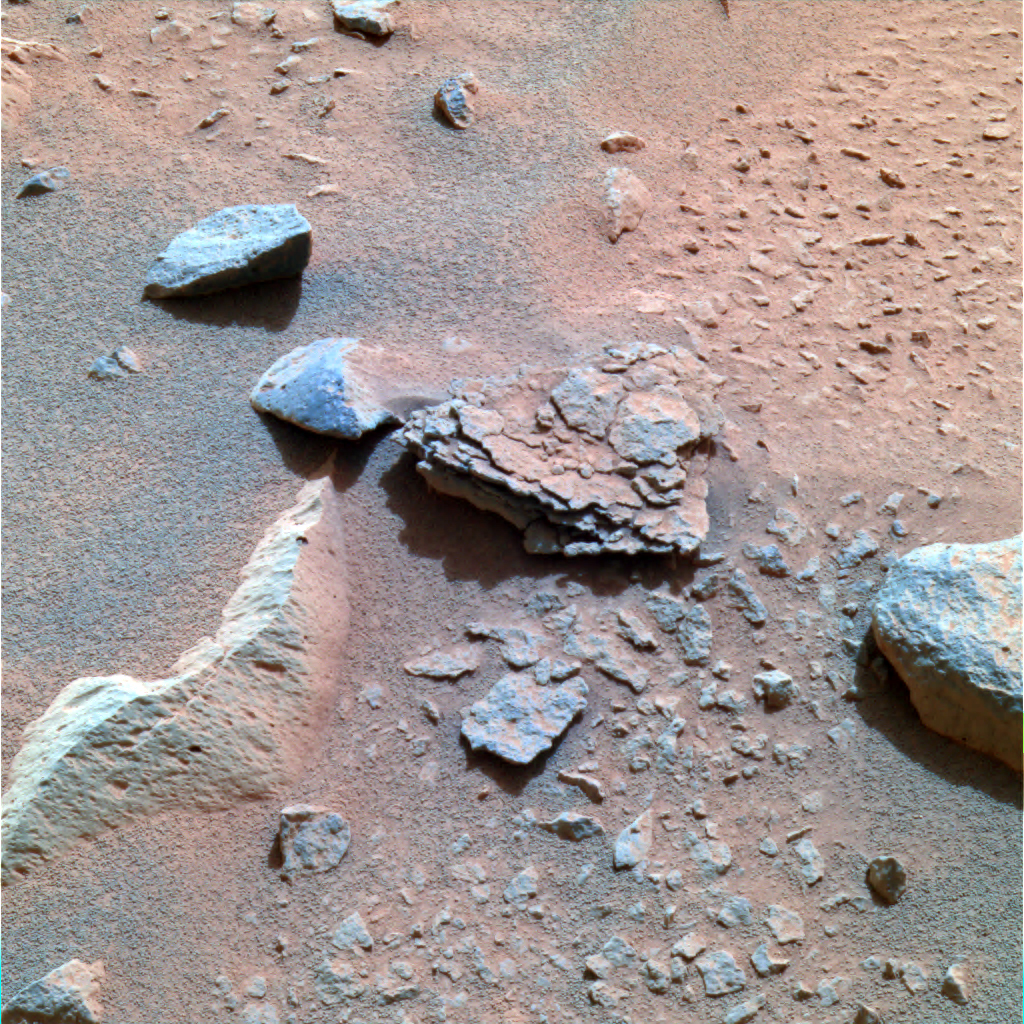
Mimi
- Molodezhnaya
- Montalva
- Oberth
- O Higgens
- Orcadas
- Pot of Gold
- Prat
- Primero
- Riquelme
- San Martin
- Sashimi
- Scott Base
- Sejong
- Signy
- Sobral
- Stone Council
- Sushi
- Tetl
- Tor
- Tyrone
- Vernadsky
- Vostok
- Wasa
- White Boat
- Wishstone
- Zhong Shan

- łazik
- Adirondack
- Mimi

## 2004 – Misja Opportunity
Koordynaty lądowania: ♂ 1,9462°S 5,5266°W/-1,946200 -5,526600
bezzałogowa misja na Marsa, której celem jest przeprowadzenie badań geologicznych planety. Misja jest realizowana przez JPL NASA. Misja rozpoczęła się w dniu lądowania pojazdu na Marsie, czyli 25 stycznia 2004 roku i została pierwotnie zaplanowana na 90 marsjańskich dni. Była ona jednak wielokrotnie przedłużana i trwa nadal. W sierpniu 2014 roku łazik ustanowił rekord odległości przebyty przez pojazd kołowy poza Ziemią. Łącznie pojazd pokonał dystans ponad 40 km. Poprzedni rekord przebytej odległości należał do radzieckiego łazika Łunochod 2, który wylądował na Księżycu 15 stycznia 1973 roku. Do 13 marca 2018 roku pojazd spędził na powierzchni Marsa 5025 marsjańskich dni i przebył dystans 45,12 kilometra.
- Amboy
- Berry Bowl
- Baltra

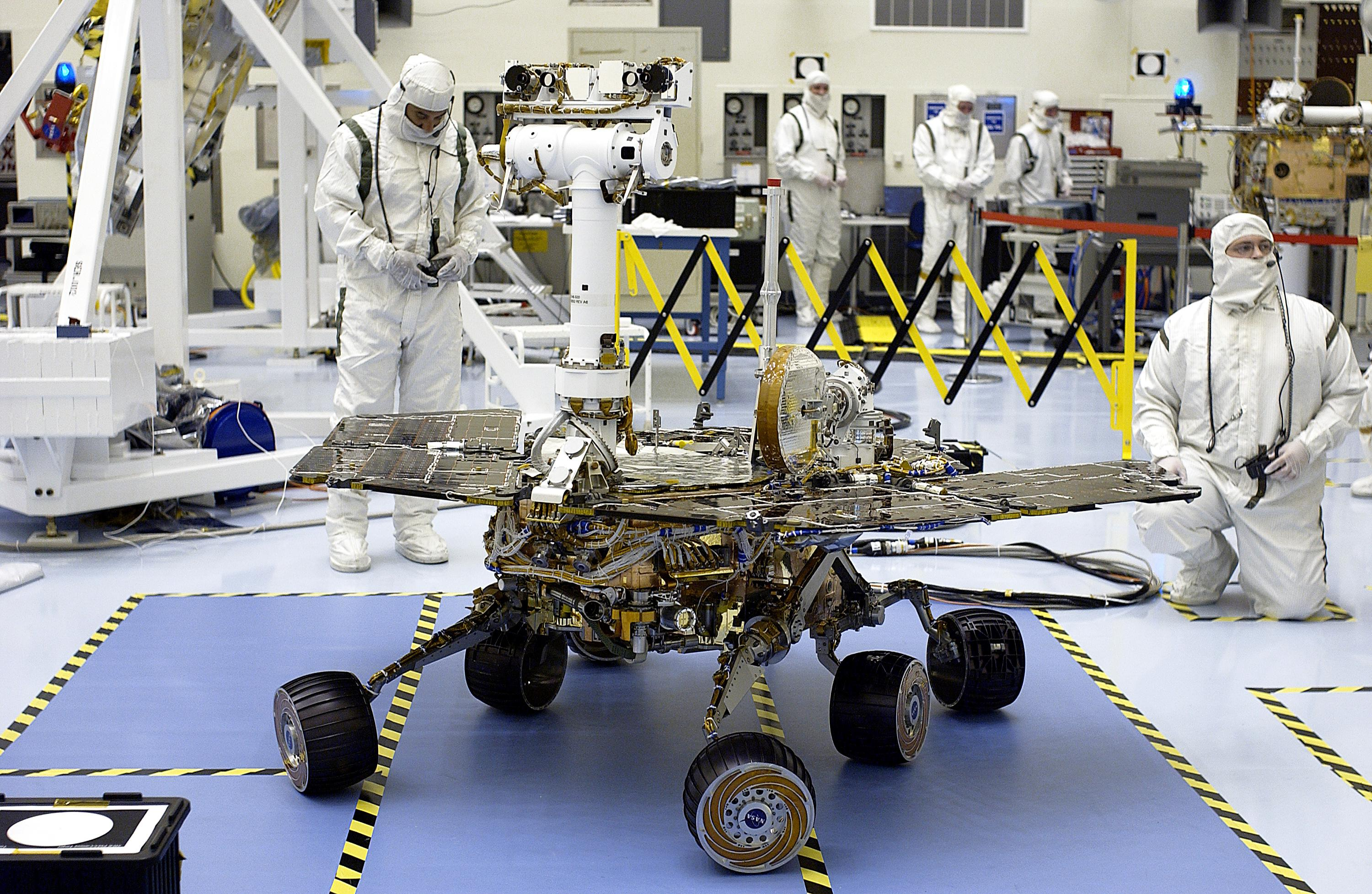
Łazik
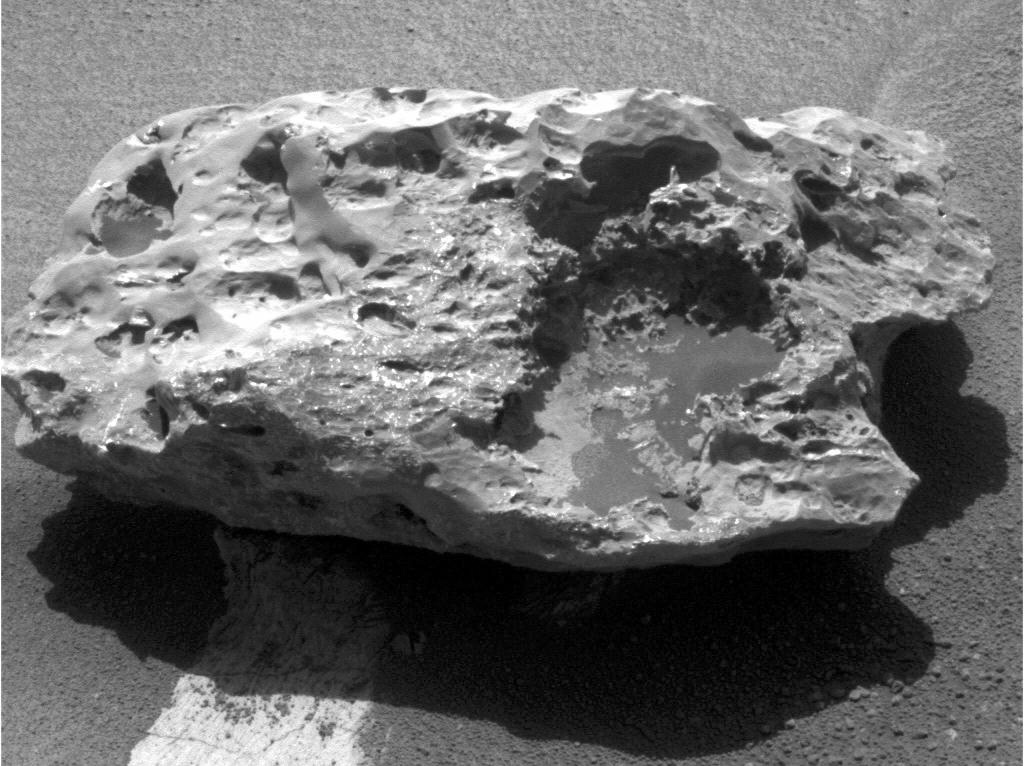
Block Island
- „Blueberries”
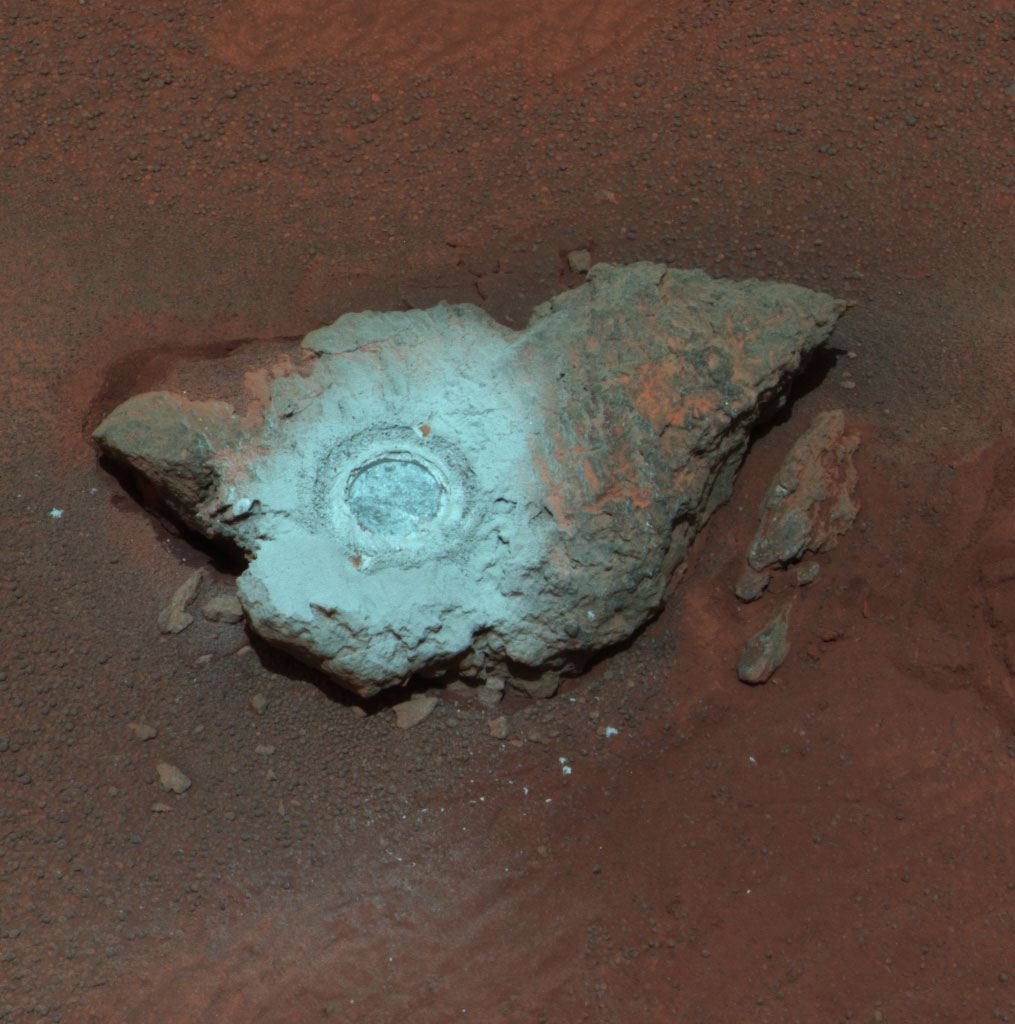
Bounce
- Bylot
- Carousel
- Chapeco
- Cheyenne
- Chocolate Hills
- Cookies N Cream
- Diamond Jenness
- Earhart
- El Capitan
- Edmund
- Ellesmere
- Escher
- Esperance
- Flatrock
- Florianopolis
- Guadalupe
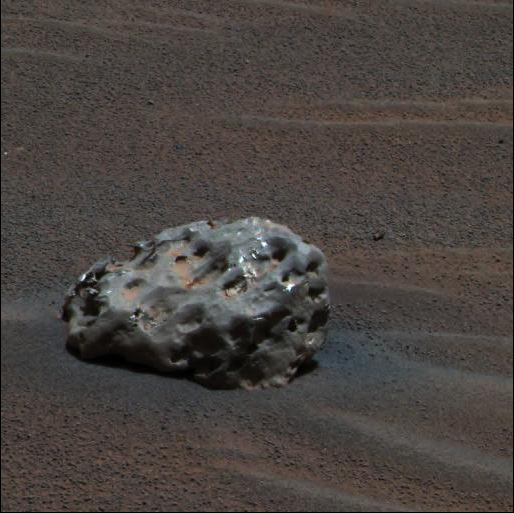
Heat Shield
- Homestake
- Igreja
- Ice Cream
- Joacaba
- Joseph McCoy
- Kalavrita
- Kettlestone
- Kirkwood
- Lamination
- Last Chance
- Lion Stone
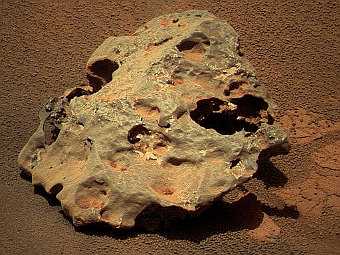
Mackinac Island
- Marquette Island
- McKittrick
- Meridiani Planum
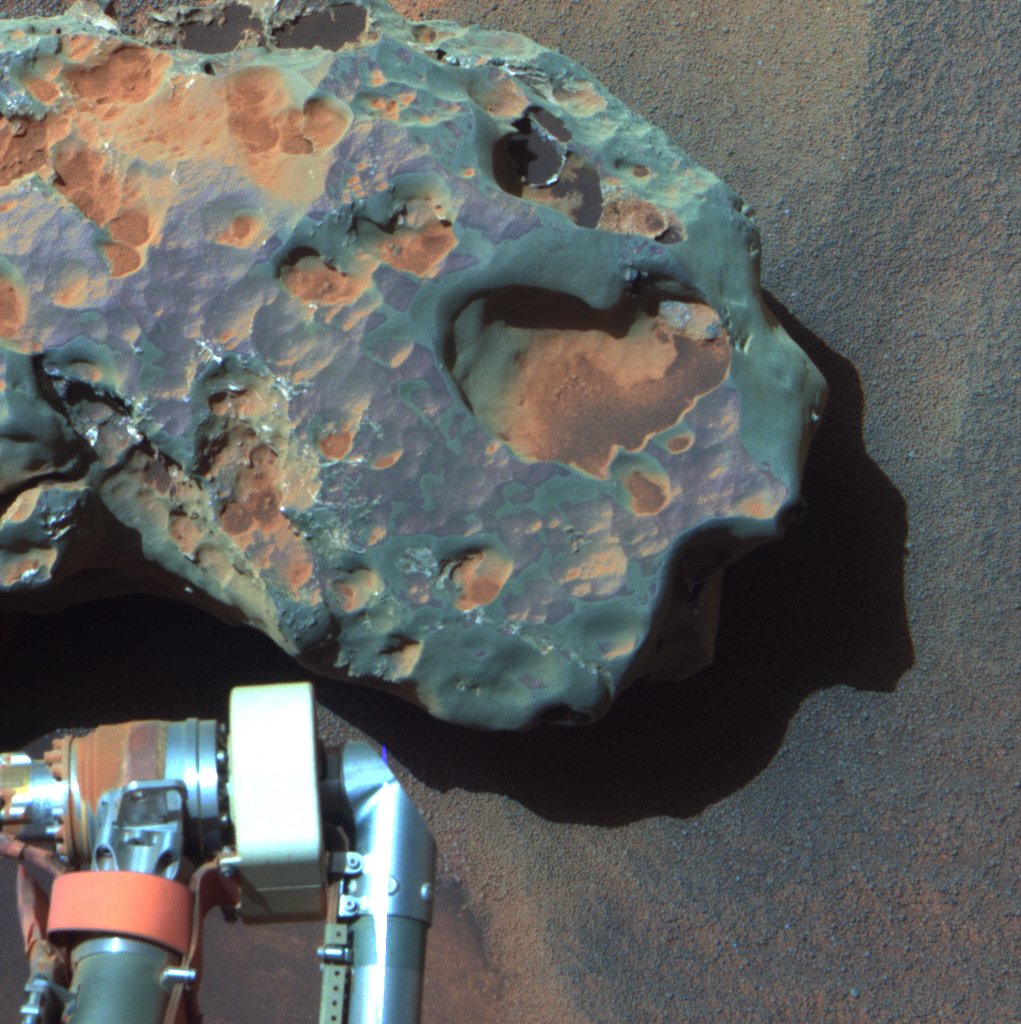
Oileán Ruaidh
- Palemop
- Pilbara
- Pinnacle Island
- Puffin
- Pyrrho
- Razorback
- Santa Catarina
- Sarah
- Sergeant Charles Floyd
- Shark Pellets
- Shark’s Tooth
- Shelter Island
- Shoemaker
- Slick
- Snout
- „Sparkling Spheres”
- SpongeBob SquarePants
- Steffers
- Stone Mountain
- Tennessee
- The Outcrop
- Tipuna
- Tubarao
- Videira
- Wave Ripple
- Whitewater River
- Wopmay
- Xanxer
- Yuri

- Łazik
- Block Island
- Bounce
- Heat Shield
- Mackinac Island
- Oileán Ruaidh

## 2007 – Misja Phoenix
Koordynaty lądowania: ♂ 68,22°N 125,70°W/68,220000 -125,700000
bezzałogowy lądownik, będący częścią programu NASA Mars Scout Program, wysłany 4 sierpnia 2007 roku w kierunku Marsa. 26 maja 2008 roku wylądował w okolicach okołobiegunowych, w rejonie Vastitas Borealis, na półkuli północnej. Jego celem były obszary, które podejrzewane były o istnienie dużych ilości lodu wodnego tuż pod powierzchnią gruntu.
21 czerwca 2008 roku NASA podała, iż Phoenix odnalazł lód na Marsie. Lądownik przesłał zdjęcia wgłębienia, które wykopał swym automatycznym ramieniem w gruncie planety. Widoczne są na nich kawałki białego materiału kształtu kostki, które uległy sublimacji między 16 a 19 czerwca 2008 roku. Peter Smith kierujący misją badawczą nie ma wątpliwości, iż jest to lód wodny.

- Baby Bear
- Burn Alive
- Burn Alive 3
- Dodo
- Goldilocks
- Lower Cupboard
- Mama Bear
- Neverland
- Papa Bear
- Rosy Red 2
- Rosy Red 3
- Runaway
- Snow White
- Stone Soup
- Upper Cupboard

## 2012 – Misja Curiosity
Koordynaty lądowania: ♂ 4,5895°S 222,5583°W/-4,589500 -222,558300
zautomatyzowane i autonomiczne laboratorium naukowo-badawcze wysłane na Marsa, w ramach programu badawczego Mars Science Laboratory (MSL) w celu oceny możliwości występowania potencjalnych warunków do życia w przeszłości, zbadania możliwości utrzymania się życia organicznego na Marsie, wykonania pomiarów meteorologicznych, poszukiwania pierwiastków biogennych, badania stopnia wilgotności gleby oraz poszukiwania wody i związków mineralnych z nią związanych, przeprowadzenia pomiarów widma wysokoenergetycznego promieniowania naturalnego, zbadania składu skał i gleby oraz określenia charakterystyki możliwych cyklów hydrologicznych na badanej planecie.

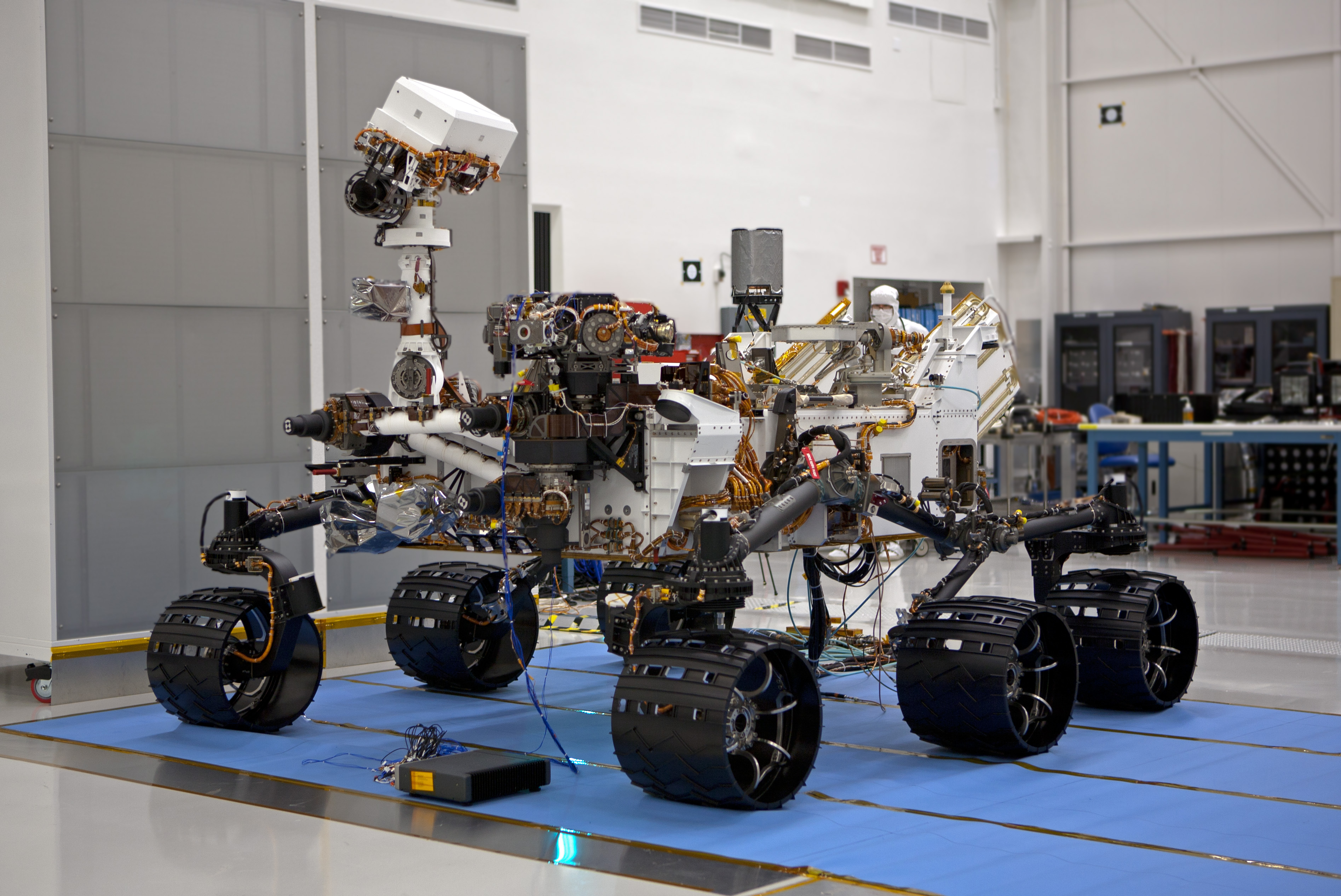
Łazik
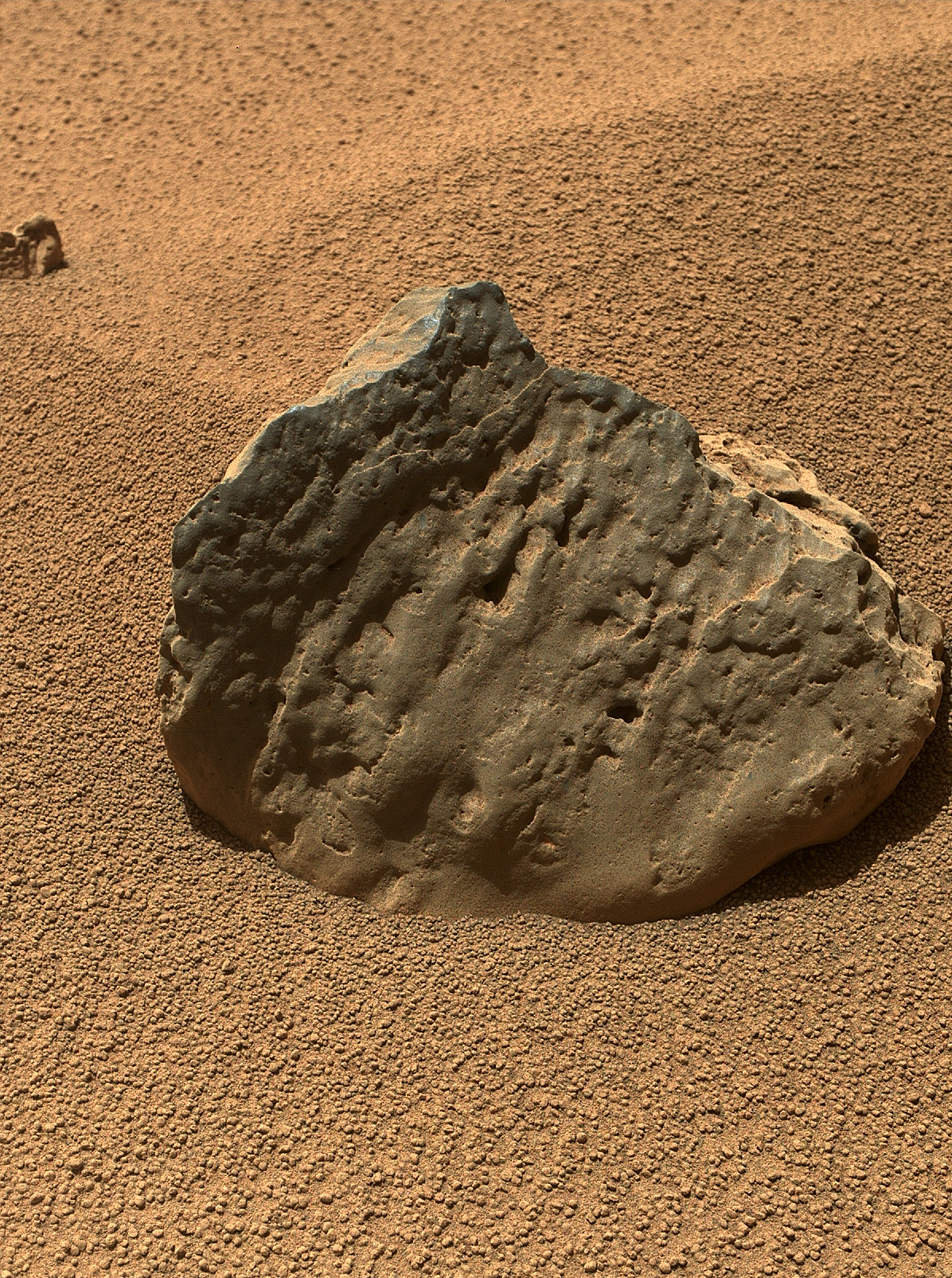
Et-Then
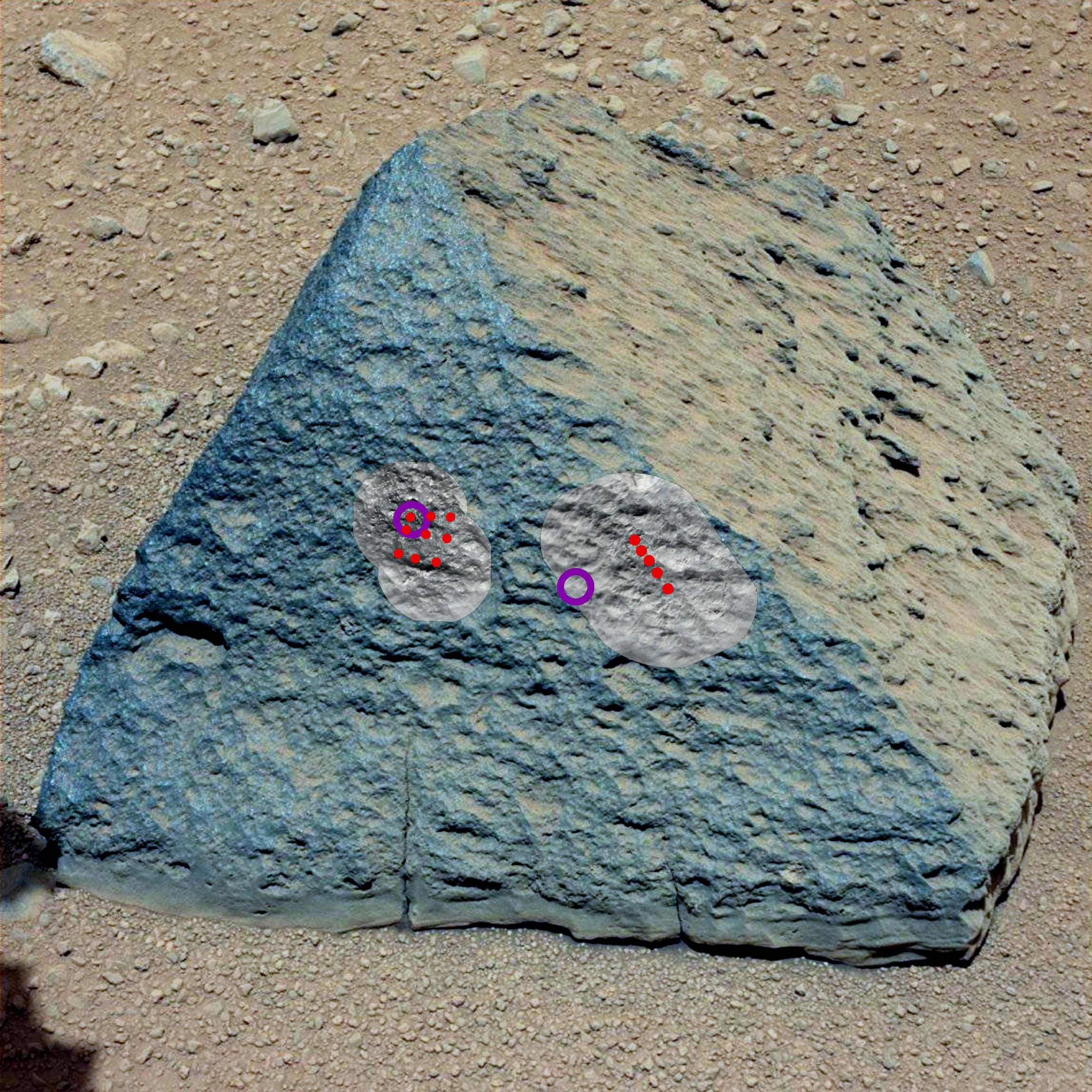
Jake Matijevic
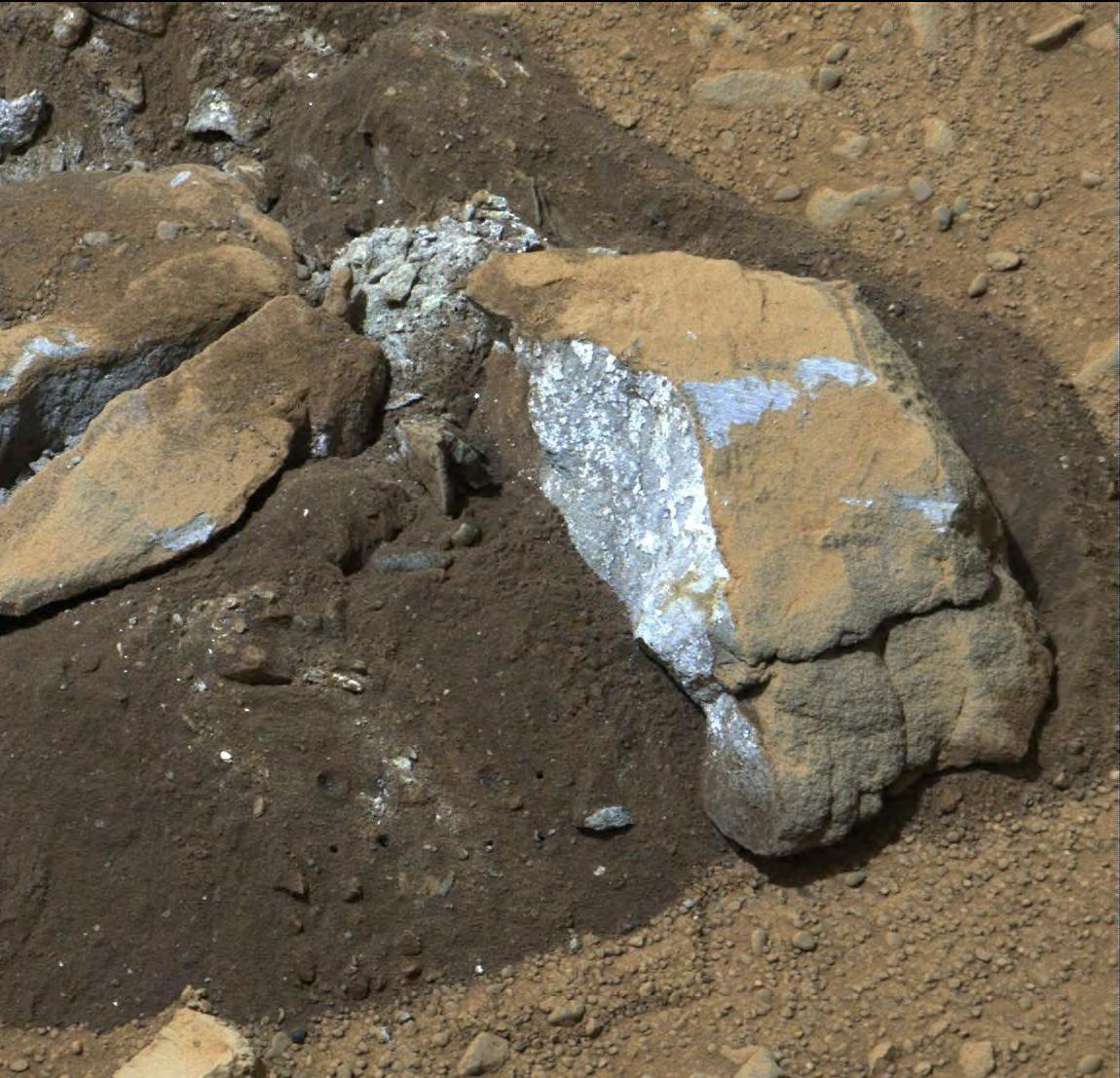
Sutton Inlier
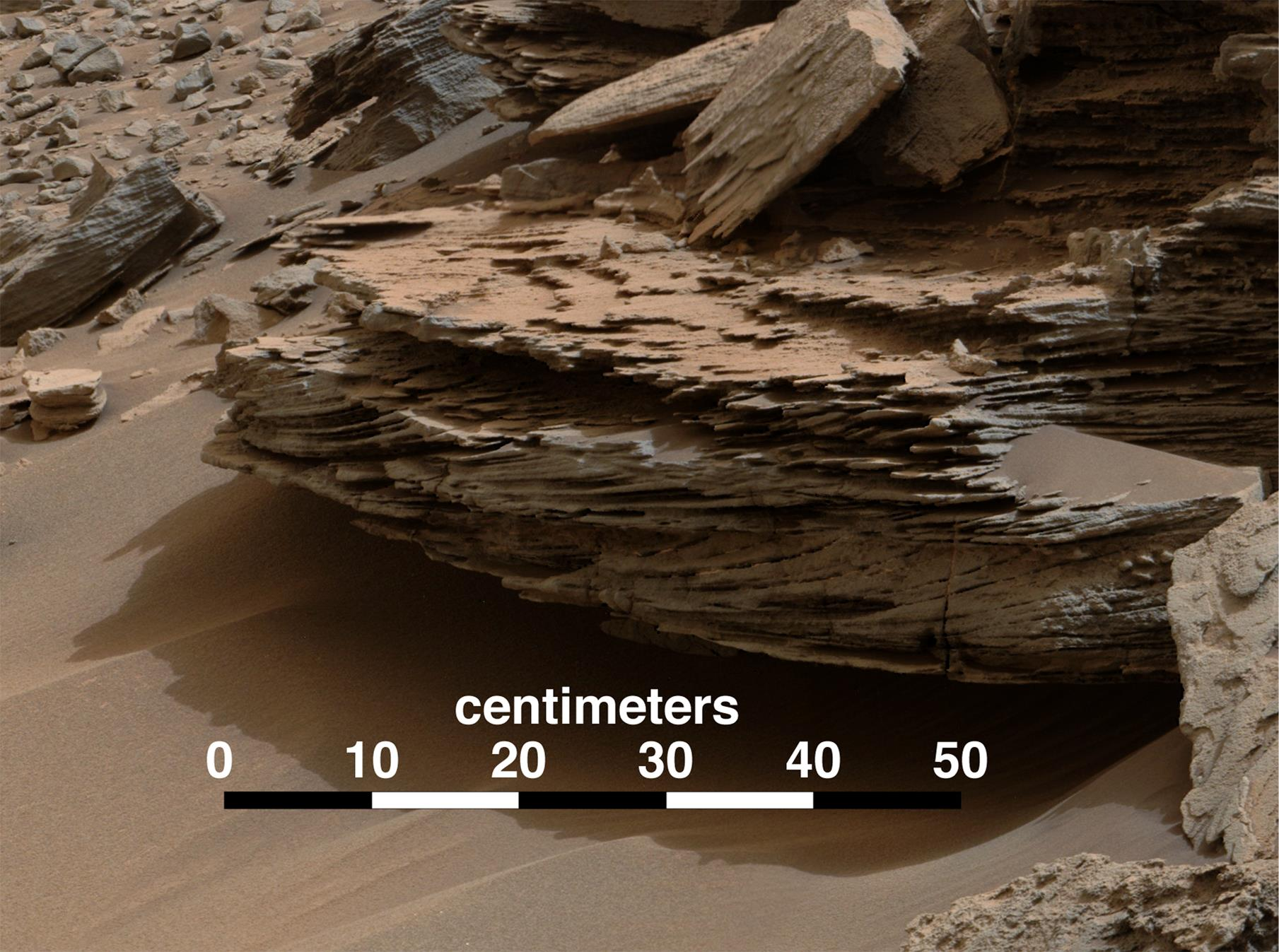
aleh
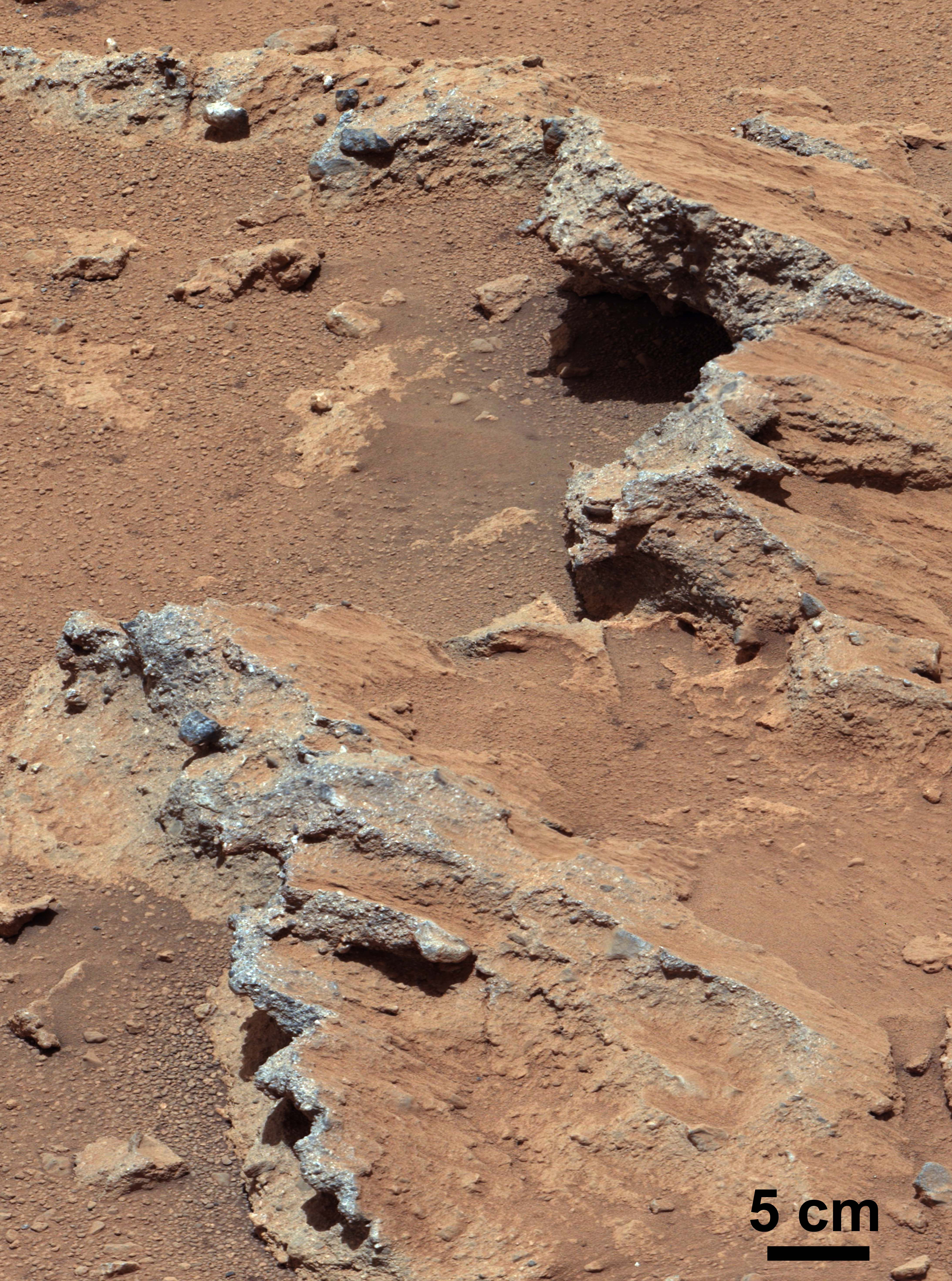
Hottah

- Alexander Hills
- Amargosa Valley
- Bathurst Inlet
- Bonanza King
- Book Cliffs
- Buckskin
- Burwash
- Chinle
- Confidence Hills
- Coronation
- Crest
- Crestaurum
- Cumberland
- Darwin Outcrop
- Dingo Gap
- Discovery Ridge
- Egg Rock
- Ekwir_1
- Et-Then
- Garden City
- Gillespie
- Gillespie Lake
- Glenelg
- Goulburn
- Harrison
- Hidden Valley
- High Dune
- Hottah
- Ithaca
- Jake Matijevic
- John Klein-A/B/C
- Kimberley
- Knorr
- Lamoose
- Lebanon
- Link
- Missoula
- Mojave
- Mojave 2
- Murray Unit
- Namib Dune
- Not Bones
- Nova
- Old Soaker
- Pahrump Hills
- Panorama Point
- Pink Cliffs
- Point Lake
- Portage
- Rapitan
- Rocknest
- Rocknest 3
- Sayunei
- Selwyn
- Shaler
- Sheepbed
- Shoemaker
- Snake River
- Stimson unit
- Sutton Inlier
- Telegraph Peak
- Tintina
- Twin Cairns Island
- Vera Rubin Ridge
- Waypoint 1
- Wernecke
- Whale
- Wildrose
- Windjana
- Winnipesaukee
- Yellowjacket
- Yellowknife Bay

- Łazik
- Et-Then
- Jake Matijevic
- Sutton Inlier
- aleh
- Hottah